# Aleksandr Gusiew (hokeista)
Aleksandr Władimirowicz Gusiew, ros. Александр Владимирович Гусев (ur. 21 stycznia 1947 w Moskwie, zm. 22 lipca 2020 tamże) – radziecki hokeista, reprezentant ZSRR, olimpijczyk, trener i działacz hokejowy.

## Kariera
- CSKA Moskwa (1964-1978)
- SKA Sankt Petersburg (1978-1979)

Uczestniczył w turniejach mistrzostw świata w 1972, 1973, 1974, 1977, Summit Series 1972, 1974, Canada Cup 1976, oraz na zimowych igrzyskach olimpijskich 1976.
Absolwent Leningradzkiego Wojskowego Instytutu Kultury Fizycznej.
Po zakończeniu kariery od 1984 do 1990 był trenerem drużyny SKA MWO Kalinin.
Ponadto w ramach amatorskich rozgrywek hokejowych, powołanych przez prezydenta Władimira Putina i weteranów radzieckiego i rosyjskiego hokeja pod nazwą Nocna Hokejowa Liga działał w radzie dyrektorów jako kurator Konferencji Moskwa. Pochowany na Cmentarzu Trojekurowskim w Moskwie.

## Osiągnięcia
Reprezentacyjne
- Srebrny medal mistrzostw świata: 1972
- Złoty medal mistrzostw świata: 1973, 1974
- Brązowy medal mistrzostw świata: 1977
- Trzecie miejsce w Canada Cup: 1976
- Złoty medal igrzysk olimpijskich: 1976
- Złoty medal mistrzostw Europy: 1973, 1974

Klubowe
- Złoty medal mistrzostw ZSRR: 1965, 1966, 1968, 1970, 1971, 1972, 1973, 1975, 1977, 1978 z CSKA Moskwa
- Srebrny medal mistrzostw ZSRR: 1967, 1969, 1974, 1976 z CSKA Moskwa
- Puchar ZSRR: 1966, 1967, 1968, 1969, 1973, 1977 z CSKA Moskwa
- Finalista Pucharu ZSRR: 1976 z CSKA Moskwa
- Puchar Europy: 1969, 1970, 1971, 1972, 1973, 1974, 1976, 1978 z CSKA Moskwa

Indywidualne
- Mistrzostwa świata w 1973: skład gwiazd turnieju
- Turniej Izwiestii 1973: najlepszy obrońca turnieju[4]

Wyróżnienia
- Zasłużony Mistrz Sportu ZSRR w hokeju na lodzie: 1973
- Rosyjska Galeria Hokejowej Sławy: 2014